# Alticus arnoldorum
Alticus arnoldorum és una espècie de peix de la família dels blènnids i de l'ordre dels perciformes.

## Morfologia
- Els mascles poden assolir 8 cm de longitud total.[4][5]

## Reproducció
És ovípar.

## Hàbitat
És un peix marí de clima tropical i associat als esculls de corall.

## Distribució geogràfica
Es troba des de les Illes Mariannes fins a les Illes de la Societat, Samoa i les Illes Cook.